# Branchiostegus argentatus
Cá đầu vuông hay cá đầu vuông bạc (Danh pháp khoa học: Branchiostegus argentatus) là một loài cá biển trong họ Malacanthidae thuộc bộ cá vược, chúng được mô tả vào năm 1830 bởi Cuvier. Đây là loài cá biển thuộc nhóm cá biển khơi, sống ngoài bờ biển cách 20 hải lý. Chúng có ở các vùng biển Nam châu Phi và Tây Thái Bình Dương, Philippin, Nhật Bản, Trung Quốc và Việt Nam. Ở Việt Nam cá phân bố ở vịnh Bắc Bộ, miền Trung, Đông và Tây Nam Bộ. 

## Đặc điểm
Thân cá tương đối dài và dẹt hai bên. Chiều dài: 46 cm. Trọng lượng: 6.875g Phần trước đầu (trán) nhô cao. Vảy nhỏ, đường bên hoàn chỉnh, vây lưng tương đối dài và không lõm. Phần tia cứng phát triển kém hơn phần tia mềm. Vây hậu môn rất dài. Vây đuôi lõm nông ở rìa sau. Vây bụng rất gần vây ngực. ở phần sau mắt có một vết màu trắng bạc. Chiều dài vây ngực hơi lớn hơn chiều dài vây bụng một chút nhưng không đạt tới khởi điểm vây hậu môn. Thân có màu đỏ rực rỡ pha lẫn màu vàng, trên lưng và trên vây đuôi có các vệt ngang màu da trời.